# Journal of Recreational Mathematics
Das Journal of Recreational Mathematics (J. Recreat. Math.) war eine vierteljährlich von 1968 bis 2014 erschienene Zeitschrift für Unterhaltungsmathematik.
Es erschien zuerst bei Greenwood Periodicals in New York und später bei der Baywood Publishing Company. Herausgeber war ursprünglich Joseph Madachy (1927–2014), der 1961 bis 1964 auch eine Vorläuferzeitschrift Recreational Mathematics Magazine herausbrachte. Weitere Herausgeber waren Harry L. Nelson, Charles Ashbacher, Colin Singleton und Lamarr Widmer (der mit Ashbacher der letzte Herausgeber war). Einer der Mitherausgeber war Leo Moser. Als letztes erschien Heft 2 von Band 38.
Charles Ashbacher setzte die Publikation bei CreateSpace Independent Publishing Platform durch die Herausgabe einer Reihe von Bänden Topics in Recreational Mathematics als E-Books ab 2015 fort. Er gab auch 2016 einen Index der Beiträge zum Journal of Recreational Mathematics heraus.